# Sorygaza ramsdeni
Sorygaza ramsdeni är en fjärilsart som beskrevs av William Schaus 1916. Sorygaza ramsdeni ingår i släktet Sorygaza och familjen nattflyn. Inga underarter finns listade i Catalogue of Life.